# De schoenen van Zahra
De schoenen van Zahra is een Iraanse dramafilm uit 1997. De film kreeg lovende recensies. Roger Ebert noemde het destijds "bijna een perfecte film voor kinderen". De film was genomineerd voor de Oscar voor beste niet-Engelstalige film, maar verloor van La vita è bella.

## Verhaal
Nadat een jongen het paar schoenen van zijn zus verliest, begint hij aan een reeks avonturen om ze terug te vinden. Als hij ze niet kan vinden, probeert hij op een nieuwe manier een nieuw paar te "winnen".

## Rolverdeling
| Acteur                    | Personage    |
| ------------------------- | ------------ |
| Amir Farrokh Hashemian    | Ali          |
| Bahare Seddiqi            | Zahra        |
| Reza Naji                 | Father       |
| Fereshte Sarabandi        | moeder       |
| Dariush Mokhtari          | leraar       |
| Nafise Jafar-Mohammadi    | Roya         |
| Mohammed-Hasan Hosseinian | Roya's vader |
| Mohammed-Hossein Shahidi  | Alireza      |
| Kazem Asqarpoor           | grootvader   |
| Christopher Maleki        | verkoper     |